# Constructions défensives de Bergen

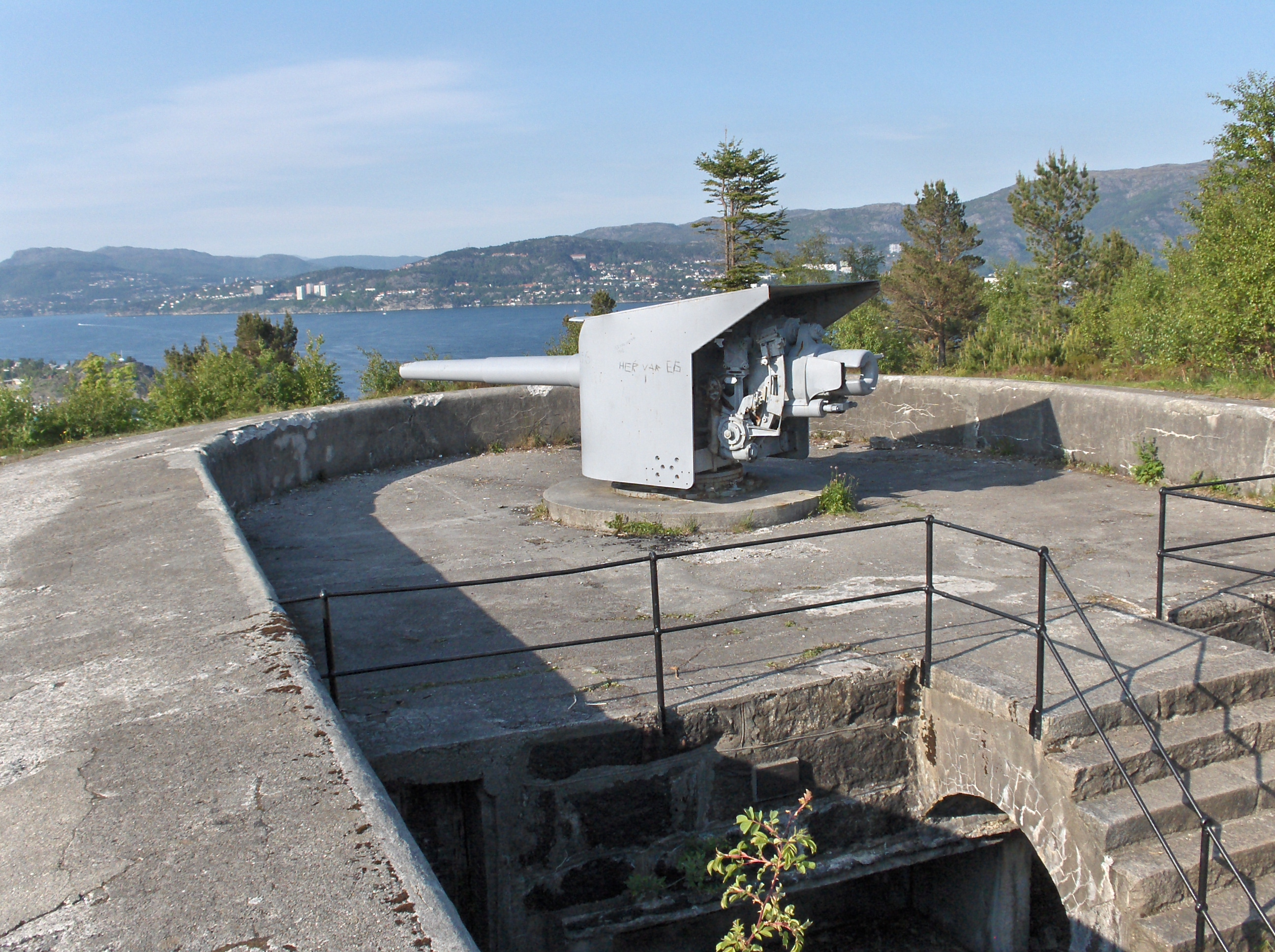
Canon au fort de Kvarven, Bergen

La ville de Bergen (Norvège) et ses alentours sont parsemés d'ouvrages fortifiés ou de batteries de canons, ce qui rendait la ville théoriquement imprenable.

## Les différents ouvrages
- Sverresborg, la forteresse du roi Sverre de Norvège.
- La forteresse de Bergenhus, symbole de la puissance des rois norvégiens au XIIIe siècle.
- La forteresse de Fredriksberg, construite pendant la domination danoise.
- Festung Bergen, la forteresse Bergen mise au point par les Allemands durant la Seconde Guerre mondiale.
- Håkonsvern, la principale base marine et sous-marine norvégienne.